# 1584
Відродження •  Реформація •  Доба великих географічних відкриттів •  Ганза •  Річ Посполита •  Нідерландська революція •  Релігійні війни у Франції

## Геополітична ситуація
Османську державу очолює Мурад III (до 1595). Імператором Священної Римської імперії є Рудольф II (до 1612). У Франції королює Генріх III Валуа (до 1589).
Королем Іспанії, Португалії, частини Італії та півдня Нідерландів є Філіп II Розсудливий (до 1598). Північні провінції Нідерландів оголосили незалежність. Північна Італія за винятком Венеціанської республіки належить Священній Римській імперії.
Королевою Англії є Єлизавета I (до 1603). Король Данії та Норвегії — Фредерік II (до 1588). Король Швеції — Юхан III (до 1592). Королем Богемії та Угорщини є імператор Рудольф II (до 1608).
Королями Речі Посполитої, якій належать українські землі, є Стефан Баторій та Анна Ягеллонка.
У Московії править Федір I Іванович (до 1598). Існують Кримське ханство, Ногайська орда. Єгиптом володіють турки. Шахом Ірану є сефевід Мухаммад Худабенде.
У Китаї править династія Мін. Значними державами Індостану є Імперія Великих Моголів, Біджапурський султанат, Віджаянагара. В Японії триває період Адзуті-Момояма.
Триває підкорення Америки європейцями. На завойованих землях існують віцекоролівства Нова Іспанія та Нова Кастилія. Португальці освоюють Бразилію.

## Події
- На Пн. Двіні засновано місто Нові Холмогори (Архангельськ), що стало центром торгівлі Московської держави з Королівством Англія та Голландією.
- Після смерті Івана Грозного московським царем став його син Федір I Іванович.
- Нідерландський штатгальтер Вільгельм I Оранський загинув від руки вбивці. Справу батька продовжив Моріц Оранський.
- Зі смертю Франциска Анжуйського потенціальним спадкоємцем французького трону став гугенот Генріх Наваррський. Католицька ліга Франції уклала угоду з іспанським королем Філіпом II, щоб протистояти цьому.
- Алессандро Фарнезе, губернатор Іспанських Нідерландів, захопив Гент, Брюгге.
- У Римі освячено церкву єзуїтів Іль-Джезу.
- Волтер Релі заснував на острові Ріанок першу англійську колонію в Північній Америці й назвав її Вірджинією.
- У Японії 17 травня відбулася битва при Комакі-Наґакуте між силами Тойотомі Хідейосі та Токуґави Ієясу, у якій Токуґава взяв гору, але ця перемога не зламала загальної переваги Тойотомі.

## Народились
Див. також: Категорія:Народились 1584
- Ху Чженянь — китайський художник-графік, гравер і друкар, майстер ксилографії та естампажа, різьбяр друкованих дощок і печаток, бібліофіл.

## Померли
Див. також: Категорія:Померли 1584
- 18 березня — у Москві на 54-му році життя помер перший московський цар Іван IV Васильович Грозний.
- 10 липня — вбивця Бальтазар Жерар застрілив 51-річного Вільгельма I Оранського.